# Lizzy Greene
 (octobre 2020).
Si vous disposez d'ouvrages ou d'articles de référence ou si vous connaissez des sites web de qualité traitant du thème abordé ici, merci de compléter l'article en donnant les références utiles à sa vérifiabilité et en les liant à la section « Notes et références ».
Pour les articles homonymes, voir Greene.
Elizabeth Anne Greene dite Lizzy Greene, née  le 1er mai 2003 à Dallas au Texas, est une actrice américaine connue pour son rôle de Dawn Harper dans la série Nicky, Ricky, Dicky et Dawn.

## Filmographie
- 2014-2018 : Nicky, Ricky, Dicky et Dawn : Dawn Harper (rôle principal, 84 épisodes)
- 2014-2015 : Les Thunderman : Morgan (invitée, saison 2)
- 2018 : L'École des chevaliers : Shadow Ghost
- 2018 - en production : A Million Little Things : Sophie Dixon
- 2019 : Cousins pour la vie : Natalie (invitée)
- 2025 : Nouvelle vie à Ransom Canyon (Ransom Canyon) : Lauren

## Voix françaises
En France et en Belgique, l'actrice belge Elsa Poisot est la voix française régulière de Lizzy Greene depuis Nicky, Ricky, Dicky et Dawn. Elle fut aussi doublée par Valérie Bescht a une reprise dans la série A Million Little Things.
En France et en Belgique
| - Elsa Poisot dans : - Nicky, Ricky, Dicky et Dawn (2014-2018, série télévisée) - Les Thunderman (2014, série télévisée) - L'École des chevaliers (2018, série télévisée) - Cousins pour la vie (2019, série télévisée) | et aussi - Valérie Bescht dans A Million Little Things (2018-2023, série télévisée) - Lola Nédélian dans Nouvelle vie à Ransom Canyon (2025, série télévisée) |